# Orgilus sharkeyi
Orgilus sharkeyi är en stekelart som beskrevs av Taeger 1989. Orgilus sharkeyi ingår i släktet Orgilus och familjen bracksteklar. Inga underarter finns listade i Catalogue of Life.